# 布賴恩·貝克爾
布賴恩·貝克爾（Brian Baker，1985年4月30日—）是一位美國職業網球運動員，出身自田納西州納什維爾。

## 青少年選手時期
在青少年選手時期，貝克爾贏得過2002年的Orange Bowl，並且曾經打進過2003年法國網球公開賽青少年組的決賽，並最終輸給了斯坦尼斯拉斯·瓦夫林卡。貝克爾在青少年組的單打排名最高來到了第二，雙打排名最高則是第五。

## 外部連結
- 布賴恩·貝克爾（英文/西班牙文）的官方資料
- 布賴恩·貝克爾的國際網球總會 職業／青少年 官方資料（英文）
- 布賴恩·貝克爾的官方資料（英文）
- 布賴恩·貝克爾的X（前Twitter）